# Попов, Андрей Гельевич
Андрей Гельевич Попов (род. 1959) — русский советский писатель, прозаик, поэт и переводчик. Член Союза писателей России (с 1996 года). Лауреат Международной литературной премии имени Сергея Есенина (2015), а так же других многочисленных премий. Заслуженный работник Республики Коми (2010).

## Биография
Родился 25 сентября 1959 года в Воркуте Коми АССР.
С 1977 по 1982 год обучался на филологическом факультете Коми государственного педагогического института. С 1982 года преподаватель русского языка и литературы среднего профессионального учебного заведения и методист Воркутинского Дворца творчества молодёжи. С 2007 года — заместитель председателя Правления Союза писателей Республики Коми.
Член Союза писателей России с 1996 года. С 1977 году  в газете «Молодёжь Севера» были опубликованы первые поэтические произведения А. Г. Попова. В дальнейшем из под пера Попова вышли такие произведения как: «И всё дано нам — молодость и сила» (1993), «Где сладкий дым отечества?» (1994), «Кто же нас отравил своеволием?» (1995), Сокрушайся, сердце! (2001), выпущенное в Коми книжном издательстве, поэтические сборники «О любви и смерти» и «В гордом мире роковом» (2008), «Смысл дождя и листопада» (2010), «Перекличка» (2013), «Ловцы человеков» (2014), в 2015 году вышел сборник с собранием стихов разных лет «Знаки», сборники поэзии «Молчание реки» (2017) и «Небесное время» (2018). Произведения Попова публиковались в таких литературно-художественных журналах «Молодая гвардия», «Литературная газета», «Литературная Россия», «Наш современник», «Север», «Московский вестник», «Юность» и «Арион», а так же в иностранных литературных альманахах Белоруссии, Франции, Германии, США и Казахстана. 
В 2010 году А. Г. Попову было присвоено почётное звание  Заслуженный работник Республики Коми. В 2013 году за выдающиеся достижения в литературной деятельности становится лауреатом Премии Правительства Республики Коми в области литературы. В 2015 году за сборник «Ловцы человеков» становится лауреатом Международной литературной премии имени Сергея Есенина, а за поэтическое мужество в книге стихотворений «Ловцы человеков» Южно-Уральской литературной премии.

## Общественная позиция
В 2022 году подписал письмо в поддержку российского военного вторжения на Украину.

## Награды
- Заслуженный работник Республики Коми (2010[3])

### Премии
- Лауреат Премии Правительства Республики Коми в области литературы имени И. А. Куратова (2013)
- Лауреат Международной литературной премии имени Сергея Есенина (2015 — за сборник «Ловцы человеков» в номинации «Большая премия»[6])
- Лауреат Южно-Уральской литературной премии (2015 — За поэтическое мужество в книге стихотворений «Ловцы человеков»[7])
- Лауреат Литературной премии имени А. Е. Ванеева (2015[8])
- Лауреат «Российского писателя» в номинации «Поэзия» (2015[9])
- Лауреат еженедельника «Литературная Россия» (2000[8])